# Xylopia vitiensis
Xylopia vitiensis är en kirimojaväxtart som beskrevs av Albert Charles Smith. Xylopia vitiensis ingår i släktet Xylopia och familjen kirimojaväxter. Inga underarter finns listade i Catalogue of Life.